# Nestelbach bei Graz
Nestelbach bei Graz est une commune autrichienne du district de Graz-Umgebung en Styrie.